# Phil Anderson
Philip Grant Anderson, detto Phil (Londra, 12 marzo 1958), è un ex ciclista su strada e dirigente sportivo australiano.
Professionista dal 1980 al 1994, ottenne due successi di tappa sia al Tour de France, corsa nella quale si aggiudicò la classifica giovani nel 1982 e in cui indossò per undici volte la maglia gialla, sia al Giro d'Italia, dove conquistò anche la classifica intergiro nel 1990. In carriera ottenne anche numerose vittorie sia in brevi corse a tappe (Tour de Suisse 1985, Critérium du Dauphiné Libéré 1985, Tour de Romandie 1989), che in classiche e semiclassiche (Amstel Gold Race 1983, Meisterschaft von Zürich 1984, E3 Prijs Harelbeke 1985, Parigi-Tours 1986, Milano-Torino 1987).

## Carriera

### Gli esordi e l'arrivo in Europa
Nato a Londra, si trasferì a Melbourne, Australia, ancora giovane. Crebbe nei sobborghi di Kew ed iniziò a correre nello Hawthorn Citizens' Youth Club, insieme ad Allan Peiper, altro futuro professionista.
Tra i dilettanti vinse il Dulux Tour of the North Island in Nuova Zelanda nel 1977 e il campionato nazionale della cronometro a squadre a Brisbane nel 1978 in quartetto con Remo Sansonetti, Salvatore Sansonetti e Alan Goodrope. Sempre nel 1978 vinse la prova individuale ai Giochi del Commonwealth a Edmonton, in Canada.
Nel 1979 si trasferì in Francia per gareggiare nell'ACBB, club dilettantistico del sobborgo parigino di Boulogne-Billancourt, sorta di vivaio della formazione professionistica Peugeot. Con l'ACBB Anderson vinse il Tour de l'Essonne, il Tour de l'Hérault e soprattutto il Grand Prix des Nations dilettanti a Cannes, sorta di campionato del mondo a cronometro non ufficiale.

### 1980-1985: l'affermazione e i successi al Tour de France
Anderson passò professionista nel 1980 proprio con la maglia bianco-nera della Peugeot. Nella prima stagione da pro vinse due gare, il Grand Prix Wetteren in Belgio e una tappa all'Étoile des Espoirs (ex aequo con Frédéric Vichot), arrivando secondo nella classifica finale della corsa. Nel 1981 fece suoi il Tour de l'Aude e una tappa alla Parigi-Nizza, concluse inoltre decimo al Tour de France, dopo aver vestito anche per un giorno la maglia gialla di leader, primo non europeo a guidare la classifica generale della Grande Boucle.
Nel 1982 vinse la terza tappa del Tour de France, a Nancy, vestì nuovamente di giallo, questa volta per nove giorni consecutivi (dieci frazioni), e chiuse infine al quinto posto della classifica generale, vincendo anche la classifica giovani della corsa (primo non europeo a riuscirvi). Nel 1983, ormai affermatosi in Europa, vinse la prestigiosa Amstel Gold Race, una tappa al Tour de Romandie (piazzandosi secondo nella generale), il Tour de l'Aude e il prologo e la classifica generale del Critérium du Dauphiné Libéré. Durante l'anno si piazzò anche quarto alla Liegi-Bastogne-Liegi e nono al Tour de France e ai campionati del mondo di Altenrhein.
Nel 1984, trasferitosi alla neonata formazione olandese Panasonic, vinse la Setmana Catalana, il Gran Premio di Francoforte e il Campionato di Zurigo, oltre a una tappa al Critérium du Dauphiné Libéré. Grazie ai numerosi risultati conseguiti durante tutta la stagione – fu anche secondo alla Liegi-Bastogne-Liegi, quinto alla Parigi-Nizza, al Tour de Suisse e alla Parigi-Tours, e decimo al Tour de France – a fine anno concluse terzo nella classifica del Super Prestige Pernod, competizione multiprova a punti.

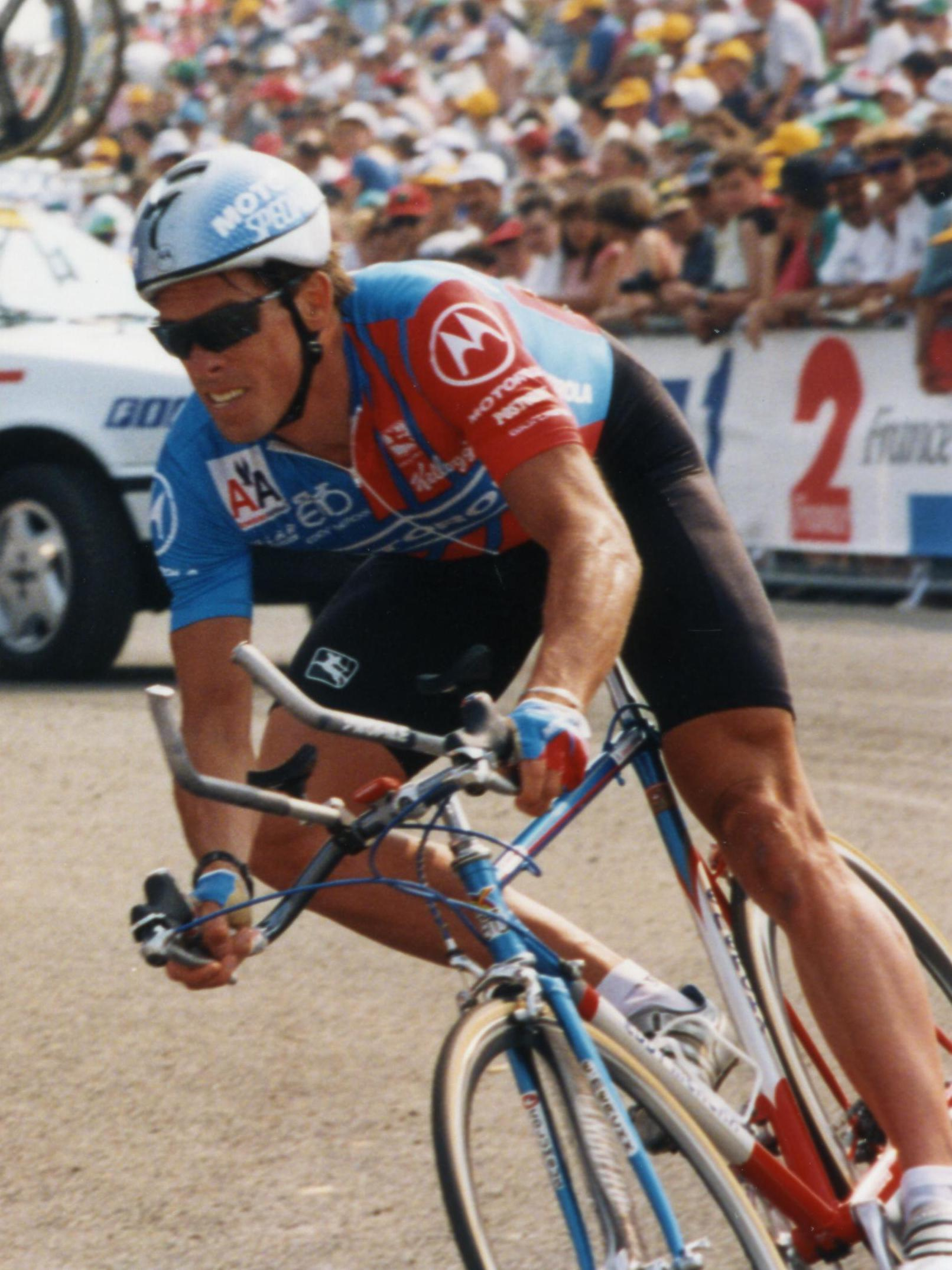
Anderson in maglia Motorola al Tour de France 1993

La sua miglior stagione fu quella del 1985, quando colse quattordici successi, vincendo tra gli altri il Tour Méditerranéen, l'E3 Prijs Harelbeke, il Gran Premio di Francoforte, il Critérium du Dauphiné Libéré e il Tour de Suisse. Durante l'anno fu anche secondo al Giro delle Fiandre e alla Gand-Wevelgem, quarto alla Parigi-Nizza e, come nel 1982, quinto al Tour de France: anche grazie a questi piazzamenti, a fine stagione sarà secondo nella classifica del Super Prestige Pernod, alle spalle del solo Sean Kelly.

### 1986-1994: gli ultimi anni e il ritiro
Nel 1986 vinse il Grand Prix d'Automne (già Parigi-Tours) e si classificò terzo al Giro di Lombardia. Nel 1987, anno in cui fu settimo al Giro d'Italia e vincitore della Milano-Torino, gli venne assegnata la Medaglia dell'Ordine dell'Australia per i risultati sportivi ottenuti.
Nel 1988 passò a vestire la maglia di un'altra formazione olandese, la TVM-Van Schilt: in stagione si piazzò secondo al Giro delle Fiandre (battuto da Eddy Planckaert in uno sprint a due) e vinse una tappa alla Tirreno-Adriatico e il Giro di Danimarca. L'anno dopo conquistò quindi una tappa e la classifica finale del Tour de Romandie e una frazione del Giro d'Italia, a Meda. Si ripeté anche nell'edizione 1990 della "Corsa rosa", conquistando la tappa con arrivo a Sora, oltre alla Classifica intergiro della gara.
Nel 1991 passò alla statunitense Motorola, ritornando ad alti livelli: vinse infatti il Tour Méditerranéen, la Settimana Ciclistica Internazionale in Sicilia, una tappa al Tour de Suisse e una al Tour de France, nonché il Kellogg's Tour nel Regno Unito. Nel 1992 vinse tre tappe del Tour DuPont negli Stati Uniti e il Grand Prix d'Isbergues, mentre nel 1993 fece nuovamente suo il Kellogg's Tour. Si ritirò dall'attività a fine 1994, dopo il successo nella cronometro a squadre ai Giochi del Commonwealth a Victoria.
Dopo l'addio alle corse si è dedicato alla gestione di una fattoria a Jamieson, in Australia. Nel 2000 ha ricevuto la Medaglia dello sport australiano e nel 2001 la Medaglia del centenario dal Governo australiano per i servizi resi alla società attraverso l'attività ciclistica.

## Palmarès

### Strada
- 1977 (dilettanti)

Classifica generale Dulux Tour of the North Island
- 1978 (dilettanti)[2]

Giochi del Commonwealth, Prova in linea
- 1979 (dilettanti)[2]

Classifica generale Tour de l'Essonne
Classifica generale Tour de l'Herault
Grand Prix des Nations
9ª tappa Red Zinger Race (Boulder)
- 1980 (Peugeot-Esso-Michelin, due vittorie)

Grand Prix Wetteren-Omloop van de Rozenstreek (derny)
3ª tappa, 2ª semitappa Étoile des Espoirs (ex aequo con Frédéric Vichot)
- 1981 (Peugeot-Esso-Michelin, tre vittorie)

1ª tappa, 1ª semitappa Tour de Corse (Ajaccio > Ajaccio)
6ª tappa Parigi-Nizza (La Seyne-sur-Mer > Mandelieu-la-Napoule)
Classifica generale Tour de l'Aude
- 1982 (Peugeot-Shell-Michelin, una vittoria)

2ª tappa Tour de France (Basilea > Nancy)
- 1983 (Peugeot-Shell-Michelin, sei vittorie)

Amstel Gold Race
5ª tappa, 1ª semitappa Tour de Romandie (Nyon > Vernier)
2ª tappa Tour de l'Aude (Ouveillan > Carcassonne)
Classifica generale Tour de l'Aude
Prologo Critérium du Dauphiné Libéré (Sallanches, cronometro)
3ª tappa Critérium du Dauphiné Libéré (Le Creusot > Firminy)
- 1984 (Panasonic, cinque vittorie)

4ª tappa, 2ª semitappa Setmana Catalana de Ciclisme (Vilanova del Vallès > Argentona, cronometro)
Classifica generale Setmana Catalana de Ciclisme
Rund um den Henninger-Turm
Meisterschaft von Zürich
6ª tappa Critérium du Dauphiné Libéré (Fontanil > Fontanil)
- 1985 (Panasonic, quattordici vittorie)

4ª tappa, 2ª semitappa Tour Méditerranéen (Montpellier > La Paillade, cronometro)
Classifica generale Tour Méditerranéen
2ª tappa Setmana Catalana de Ciclisme (Vic > Andorra la Vella)
3ª tappa Setmana Catalana de Ciclisme (La Farga de Moles > Lleida)
E3 Prijs Harelbeke
Rund um den Henninger-Turm
1ª tappa, 2ª semitappa Critérium du Dauphiné Libéré (Aix-les-Bains > Ambérieu)
Classifica generale Critérium du Dauphiné Libéré
3ª tappa Tour de Suisse (Rüti > Berna)
5ª tappa Tour de Suisse (Soletta > Balmberg)
9ª tappa Tour de Suisse (Fürigen > Schwägalp)
Classifica generale Tour de Suisse
2ª tappa Giro del Belgio (Mont-de-l'Enclus > Chapelle-lez-Herlaimont)
3ª tappa, 2ª semitappa Giro del Belgio (Rochefort > Lessive, cronometro)
- 1986 (Panasonic, cinque vittorie)

4ª tappa Coors Classic (Nevada City > Squaw Valley)
New York City Tour
3ª tappa 2ª semitappa Tour of Ireland (Killarney > Cork)
4ª tappa Tour of Ireland (Cork > Clonmel)
Grand Prix d'Automne
- 1987 (Panasonic, due vittorie)

Leeuwse Pijl
Milano-Torino
- 1988 (TVM, cinque vittorie)

1ª tappa Tirreno-Adriatico (Bacoli > Bacoli, cronometro)
3ª tappa Post Danmark Rundt (Esbjerg > Vejle)
Classifica generale Post Danmark Rundt
2ª tappa Tour of Ireland (Sligo > Galway)
4ª tappa Tour of Ireland (Shannon > Cork)
- 1989 (TVM, cinque vittorie)

1ª tappa Tour de Romandie (Plan-les-Ouates > Saignelégier)
Classifica generale Tour de Romandie
17ª tappa Giro d'Italia (Sondrio > Meda)
2ª tappa Kellogg's Tour (Manchester > Liverpool)
5ª tappa, 2ª semitappa Tour of Ireland (Carlow > Dublino)
- 1990 (TVM, due vittorie)

4ª tappa, 2ª semitappa Giro d'Italia (Nola > Sora)
5ª tappa Tour de Luxembourg (Diekirch > Diekirch)
- 1991 (Motorola, undici vittorie)

5ª tappa Tour Méditerranéen (Antibes > Monte Faron)
6ª tappa Tour Méditerranéen (Hyères > Marsiglia)
Classifica generale Tour Méditerranéen
6ª tappa Settimana Ciclistica Internazionale
Classifica generale Settimana Ciclistica Internazionale
4ª tappa Tour DuPont
8ª tappa Tour de Suisse (Ginevra > Murten)
9ª tappa Tour de France (Rennes > Quimper)
1ª tappa Kellogg's Tour (Windsor > Birmingham)
3ª tappa Kellogg's Tour (Lincoln > Buxton)
Classifica generale Kellogg's Tour
- 1992 (Motorola, sei vittorie)

5ª tappa Tour DuPont
7ª tappa Tour DuPont
9ª tappa Tour DuPont
Grand Prix d'Isbergues
4ª tappa Tour of Ireland (Limerick > Cork)
Classifica generale Tour of Ireland
- 1993 (Motorola, cinque vittorie)

4ª tappa Postgirot Open (Halmstad > Huskvarna)
Classifica generale Postgirot Open
1ª tappa Kellogg's Tour (Portsmouth > Bath)
Classifica generale Kellogg's Tour
Grand Prix Raymond Impanis

#### Altri successi
- 1978 (dilettanti)[2]

Campionati australiani, Cronometro a squadre
- 1981

Criterium di Fontenay-sous-Bois
- 1982

Classifica giovani Tour de France
Criterium di Chateau-Chinon
Nacht van Peer (criterium)
- 1983

Classifica a punti Tour de Romandie
Classifica a punti Tour de l'Aude
Criterium di Birmingham
Criterium di Glasgow
- 1984

Classifica a punti Setmana Catalana de Ciclisme
Profronde van Tiel (criterium)
Criterium di Redmond
- 1985

Classifica scalatori Tour de Suisse
Classifica a punti Tour de Suisse
Classifica a punti Setmana Catalana de Ciclisme
Wielerronde van Boxmeer - Daags na de Tour (criterium)
- 1987

Purnode-Yvoir (criterium)
- 1988

Criterium di Woerden
Gouden Pijl-Emmen (criterium)
- 1989

Classifica a punti Tour de Romandie
Classifica combinata Tour de Romandie
Draai Van de Kaai-Roosendaal (criterium)
- 1990

Classifica traguardi volanti Tour de Luxembourg
Classifica intergiro Giro d'Italia
- 1991

Classifica scalatori Kellogg's Tour
Profronde van Wateringen (criterium)
- 1994[2]

4ª tappa Skilled Engineering Bay Series (criterium)
Giochi del Commonwealth, Cronometro a squadre

## Piazzamenti

### Grandi Giri
- Giro d'Italia

1987: 7º
1989: 13º
1990: 33º
- Tour de France

1981: 10º
1982: 5º
1983: 9º
1984: 10º
1985: 5º
1986: 39º
1987: 27º
1989: 38º
1990: 71º
1991: 45º
1992: 81º
1993: 84º
1994: 69º

### Classiche monumento
- Milano-Sanremo

1980: 121
1983: 25º
1984: 22º
1985: 60º
1987: 32º
1991: 7º
1992: 45º
1994: 82º
- Giro delle Fiandre

1982: 42º
1983: 9º
1984: 23º
1985: 2º
1987: 23º
1988: 2º
1989: 13º
1990: 26º
1991: 18º
1992: 50º
- Parigi-Roubaix

1985: 19º
- Liegi-Bastogne-Liegi

1982: 12º
1983: 4º
1984: 2º
1985: 7º
1987: 12º
1988: 9º
1989: 3º
1990: 30º
1991: 15º
1992: 19º
1993: 97º
- Giro di Lombardia

1983: 8º
1986: 3º

### Competizioni mondiali
- Campionati del mondo

Sallanches 1980 - In linea: ritirato
Goodwood 1982 - In linea: 27º
Altenrhein 1983 - In linea: 9º
Barcellona 1984 - In linea: ritirato
Giavera del Montello 1985 - In linea: 47º
Colorado Springs 1986 - In linea: 18º
Villach 1987 - In linea: 21º
Renaix 1988 - In linea: 33º
Chambéry 1989 - In linea: ritirato
Utsunomiya 1990 - In linea: ritirato
Stoccarda 1991 - In linea: ritirato
Oslo 1993 - In linea: ritirato